# Anisopodoidea
Anisopodoidea là một siêu họ ruồi, chỉ có một họ trong siêu họ này; Anisopodidae.

## Hình ảnh